# Camilo Dionísio Álvares
Camilo Dionísio Álvares (Goa, 1876 - Cascais, 14 de Outubro de 1916) foi um médico português.

## Família
Terceiro de nove filhos e filhas de António do Rosário Gonzaga Álvares (Goa, Goa Sul, Salcete, Margão, c. 1839 - 6 de Março de 1891), de linhagem Brâmane de Primeiro Goankar brasonada de Margão, que recebia de tributo uma libra de ouro, Médico (Carta de 16 de Novembro de 1861) e Farmacêutico (Carta de 19 de Novembro de 1861) e de sua mulher Maria Luzia do Rosário de Miranda (c. 24 de Abril de 1852 - ?), ambos Goeses católicos.

## Biografia
Médico pela Faculdade de Medicina da Universidade de Coimbra, Assistente da Escola Médico-Cirúrgica de Lisboa, Diretor do Laboratório de Análises Clínicas do Hospital de São José de Lisboa. Neste papel, foi o Fundador da Medicina Tropical Portuguesa, pioneiro na deteção de doenças tropicais, e o primeiro Médico em Portugal, em colaboração com outros cientistas, a detetar e isolar o parasita Indiano causador da doença de Kala-Azar, também conhecida como Fígado Negro.
Em sua homenagem foi dado o seu nome à Rua Dr. Camilo Dionísio Álvares na Parede, em Cascais.

## Casamento e descendência
Casou com Maria Teresa das Neves, com descendência.